# Баланова, Клавдия Ерофеевна
Клавдия Ерофеевна Баланова (1915—2005) — советский, российский живописец.

## Биография
В 1937 году в Ростове-на-Дону начала учиться в художественно-промышленном техникуме, завершив на отлично в 1941 году у А. М. Черныха, С. И. Жовмира. В 1946 году принята в члены Союза художников СССР.
В 1950-м году поступает в Российскую Академию художеств (Институт имени Репина), с отличием окончив её в 1956 году, где её педагогами были Л. В. Худяков и А. Д. Зайцев.
Спустя четыре года решает продолжить учёбу в творческих мастерских Академии, где с 1960 по 1963 годы главным её учителем становится выдающийся советский живописец, народный художник СССР, академик Борис Владимирович Иогансон (1893—1973 гг.).
Преподавала в Ростовском художественном училище им. М. Б. Грекова (1946—1971).
Участница выставок с 1946 года: зональных, республиканских, всесоюзных, зарубежных. Неоднократно избиралась членом Правления Ростовского отделения СХ по работе с молодежью. Делегатка II, III, IV съездов СХ РСФСР и V съезда СХ СССР.
В 1975 году художница совершила творческую поездку на Чукотку и привезла из этого далекого северного края свои удивительно своеобразные впечатления, вылившиеся в цикл графических работ «По Чукотке».
А в 1985 году К. Е. Баланова вместе со своими коллегами из Ростова В. Ф. Коробовым и В. М. Кленовым в Болгарии в Доме книги города Плевен работала над созданием монументальной росписи, посвященной жизни донского казачьего края.

## Награды
Награждена орденом «Знак почёта», двумя медалями СССР, почетными грамотами Министерства культуры РСФСР и СССР, областными дипломами за творческие успехи.

## Известные работы художницы
- «Портрет новатора производства завода Ростсельмаш П. К. Колесникова» (1957 г.)
- «Пополнение в Первую конную» (1964 г.)
- «Думы середняка» (1964 г.),
- «Мать-Родине» (1967 г.)

## Работы художницы находятся в собраниях
Ростовский областной музей изобразительных искусств, Сальский музей имени народного художника В. К. Нечитайло, Таганрогский художественный музей .